# Genova Voltri
Genova Voltri (wł: Stazione di Genova Voltri) – stacja kolejowa w Genui, w regionie Liguria, we Włoszech. Znajdują się tu 2 perony. Według klasyfikacji RFI posiada kategorię srebrną.